# Арсаханов, Исраил Абдулгамидович
Исраил Абдулгамидович (Гамидович) Арсаханов (чечен. Арсаханов Исраил Ӏабдул-Хьамидан воӀ; 16 или 19 декабря 1916, Бонай-аул, Терская область — 25 октября 1989, Грозный) — советский чеченский филолог, специалист в области чеченского языка и его диалектов, профессор Чечено-Ингушского государственного университета, доктор филологических наук, автор монографии «Чеченская диалектология».

## Биография
Родился 16 или 19 декабря 1916 года в селе Бонай-аул (сейчас Новолакское) в Хасавюртовском округе Терской области (сейчас Дагестан) в крестьянской семье. По происхождению чеченец-ауховец, владел кумыкским языком. Окончил среднюю школу в Хасавюрте и рабочий факультет педагогического училища в Буйнакске.
В 1939 году поступил на филологический факультет Ленинградского государственного университета (ныне Санкт-Петербургский государственный университет), но в 1942 году прервал учёбу в связи с участием во Второй мировой войне. Являлся командиром взвода, участвовал в боях за освобождение Украины, был дважды ранен. В ноябре 1943 года комиссован в связи с тяжёлым ранением.
В 1944 году подвергся депортации чеченцев и ингушей, был выслан в село Мирза-Аки Куршабского района Ошской области Киргизской ССР, работал учителем в местной школе. В 1947—1951 годах обучался в Ферганском государственном педагогическом институте (ныне Ферганский государственный университет), окончил по специальности «Учитель русского языка и литературы».
В 1957 году вернулся в Чечено-Ингушскую АССР, после чего жил и работал в Грозном. С 1957 или 1959 года являлся научным сотрудником сектора филологии Чечено-Ингушского научно-исследовательского института истории, языка и литературы (ЧИНИИИЯЛ).
В 1960 году в Институте языкознания Академии наук Грузинской ССР (ныне Институт языкознания имени Арнольда Чикобавы) защитил диссертацию «Аккинский диалект в системе чечено-ингушского языка» и получил учёную степень кандидата филологических наук.
С 1958 или 1960 по 1981 год работал в Чечено-Ингушском государственном педагогическом институте (с 1971 года — Чечено-Ингушский государственный университет, ныне — Чеченский государственный университет), занимал должности старшего преподавателя, заведующего кафедрой, доцента, профессора кафедры родного языка и литературы и заместителя декана. В 1962—1975 годах являлся заведующим кафедры вайнахской филологии, стал первым в этой должности. Вёл лекции по современному чеченскому языку, диалектологии, истории языка и сопоставительной грамматике чеченского и русского языков.
В 1970 году в Институте языкознания Академии наук Грузинской ССР защитил диссертацию «Чеченская диалектология» и получил учёную степень доктора филологических наук. Стал вторым доктором филологических наук среди чеченцев после Ю. Д. Дешериева.
Умер 25 октября 1989 года. Похоронен в городе Грозный.

## Деятельность
Исследовал фонетические, морфологические и лексические особенности диалектов чеченского языка, впервые выявил и изучил семь его говоров. Написал монографию «Чеченская диалектология», ставшую первым полным исследованием диалектной системы чеченского языка.
Также исследовал историю лексики чеченского языка, её связи с аварским языком, происхождение аффиксов множественного числа в чеченском языке и другие вопросы.
Являлся членом Северо-Кавказской экспертной комиссии по языкознанию и председателем комиссии по рецензированию учебников в Чечено-Ингушской АССР. В 1965 году издал первый учебник современного чеченского языка.
Являлся учеником Дошлуко Мальсагова. Среди учеников Арсаханова — Муса Овхадов, Халим Бурчаев и Шарип Цуруев.

## Награды и признание
- Заслуженный деятель науки РСФСР[7]
- Улица Исраила Арсаханова в посёлке Калинина в Грозном[5]